# Dansk Automobil Byggeri
Dansk Automobil Byggeri A/S (forkortet DAB) var en dansk fabrikant af busser og lastbiler med sæde i Silkeborg. Den eksisterede fra 1912 til 2002.
DAB blev oprettet i 1912 i Silkeborg af tyskeren J.W. Darr. De startede med at bygge lastbiler, men gik siden over til at montere buskarrosserier på lastbilchassiser, som f.eks. Audi, Krupp og Büssing-NAG. DAB blev busfabrikant under verdenskrigene.
I 1953 startede DAB et samarbejde med den britiske fabrikant Leyland Motors, hvilket resulterede i at DAB brugte Leyland-komponenter til mange af deres busser, som blev bygget på Leyland-chassiser. Dog byggede de stadigvæk busser på forskellige andre chassiser efter behov. I 1970'erne købte Leyland aktiemajoriteten i DAB, hvorefter navnet blev ændret til Leyland-DAB. DAB byggede også busser på Leyland-undervogne, nogle for import til Storbritannien, som f.eks. Lion og Guy Arab.
Fra 1964 byggede DAB en standardiseret bus, hovedsageligt for København. Disse busser fandtes i 7 forskellige modeller og blev solgt til forskellige private virksomherder i Danmark frem til 1990'erne, hvor model VII kom på markedet. DAB's busser havde aluminiumskarrosseri og var opbyggede i moduler. I 1980'erne begyndte DAB også at bygge ledbusser, hvilket resulterede i Leyland-DAB ledbussen. De blev både brugt i Danmark, og var de første ledbusser i Storbritannien, men med begrænsede, gentagne ordrer.
Da Leyland gik konkurs, blev Leyland-DAB divisionen inkluderet i salget af Leyland Bus til Volvo. I 1990 indgik DAB i samarbejdet United Bus sammen med DAF Bus, VDL Bova, Den Oudsten og Optare. United Bus havde 70% af aktierne i DAB. Dette fungerede imidlertid ikke, og DAB blev igen et fuldt dansk ejet selskab.
Da DAB i 1990'erne gik over til at bygge lavtgulvsbusser, udviklede de et nyt koncept, Travolator, som senere blev solgt som servicebus. Dette var en kort bus med lavt gulv og dørene placeret bagved forhjulene, ligesom den senere Optare Solo. Usædvanligt nok var baghjulene de eneste styrende hjul. Denne model blev populær, og DAB fik flere ordrer fra udlandet.
Scania overtog fabrikken i 1995, mens DAB's modeller fortsatte. Navnet blev i 1997 ændret til Scania A/B, Silkeborg. Produktionen af DAB's egne modeller på fabrikken blev indstillet i 1999, da de herefter skulle til at bygge to af Scanias modeller, OmniLink og OmniCity. Disse blev også bygget på Scanias fabrik i Katrineholm i Sverige. På grund af lave salgstal solgte Scania fabrikken til det norske Vest-buss i 2002, og hermed udgik navnet DAB.
- Wikimedia Commons har flere filer relateret til Dansk Automobil Byggeri